# 大川原ウインドファーム
株式会社大川原ウインドファーム（おおかわらウインドファーム）は、徳島県佐那河内村に本社を置く風力発電事業及び電力の供給を行う日本の企業。
また同社が保有する同県佐那河内村・上勝町・勝浦町からなる大川原高原に位置する集合型風力発電所の名称である。
高さ60mの風車15基が設置されており、19,500kW（1,300kW×15基）の風力発電設備を導入している四国では最大規模のウインドファームである。新エネ百選選定。

## 沿革
- 2006年（平成18年）2月14日 - 四電エンジニアリングとユーラスエナジーホールディングスの共同出資により、会社設立。
- 2008年（平成20年）9月27日 - 高さ60mの風車15基完成。
- 2009年（平成21年）4月22日 - 新エネ百選選定[2]。